# 栃木市岩舟文化会館
栃木市岩舟文化会館（とちぎしいわふねぶんかかいかん）は、栃木県栃木市岩舟町静にある多目的ホールである。通称はコスモスホール。総工費18億円。音楽ホールはゲヴァントハウスを、外観は円仁（岩舟町出身）の遣唐使船にちなんで船をモデルに造られている。
完成から11年間は「岩舟町文化会館」という名称だったが、2014年4月5日に下都賀郡岩舟町が栃木市に編入合併された際、現名称に変更された。同年4月1日からケイミックスパブリックビジネスが指定管理者として運営している。
老朽化に伴い、2024年（令和6年）4月から2025年（令和7年）9月末まで休館して改修工事を実施している。

## 施設要目
- ホール（中ホール）：704席
  - 1階：484席
  - 2階：286席
  - 母子室：8席
  - 車椅子：6席
- 多目的ホール（小ホール）：最大220席
- ホール用応接室：定員約12名
- 駐車場：284台（大型2台）

## 交通
- JR両毛線岩舟駅からタクシーで約5分
- 東武日光線静和駅からタクシーで約5分
- 東北自動車道佐野藤岡インターチェンジから車で約7分